# Sarang-eun 100°C
Sarang-eun 100 °C è un cortometraggio sudcoreano diretto da Kim Jho Kwang-soo. Film del 2010, rappresenta il terzo ed ultimo episodio della trilogia diretta dal regista e dedicata alle tematiche LGBT, dopo Sonyeon, sonyeon-eul mannada e Chingusa-i?.

## Trama
Min-soo è un adolescente omosessuale innamorato del proprio compagno di classe; oltre ad essere un ragazzo timido ed introverso è anche affetto da un grave problema d'udito. A causa della sua sordità i compagni lo tormentano, equiparando la sua difficoltà a sentire con una difficoltà a capire le cose; finiscono col trattarlo in poche parole come un povero stupido.
Un giorno che il fratello è uscito a spasso con la propria ragazza Min-soo si dirige verso i bagni pubblici; lì incontra un uomo addetto alle pulizie ed ha con lui un fugace rapporto sessuale: quest'esperienza lo rafforza e gli dona fiducia in se stesso.
Tornato in seguito nei bagni vede il suo amante aggredito a causa della sua omosessualità; non sapendo cosa fare per aiutare l'uomo e preso dall'improvvisa paura d'esser anch'egli vittima del pestaggio scappa davanti agli occhi tristi dell'amante.

## Curiosità
- Nella scena ai bagni pubblici tutti gli attori sono nudi, ma solo di un bambino si vedono i genitali. Però, curiosamente, ci viene ben mostrata una scena di sesso orale proveniente da un film pornografico.
- Il cortometraggio è stato inserito come episodio del film Boys On Film 6: Pacific Rim, che in pratica funge da raccolta di cortometraggi come gli altri film della serie.